# Facteur de production
Ne doit pas être confondu avec Mode de production ou Moyen de production.
Les facteurs de production sont les ressources mises en œuvre dans la production de biens et de services, par exemple les machines et travailleurs.

## Concept

### Chez les physiocrates
L'école physiocratique se fonde sur une analyse des facteurs de production. Elle considère que la terre est la ressource naturelle fondamentale, et donc le facteur de production principal. C'est, selon elle, la seule source de la croissance économique. Le point de vue physiocrate est d'autant plus facile à défendre par ses tenants de l'époque que la France, où naît ce courant de pensée, est à l'époque très majoritairement agraire.
Le travail de la terre est valorisé. Le capital l'est moins et n'est pas rangé dans la catégorie des facteurs de production ; les auteurs physiocrates reconnaissent toutefois l'importance de l'investissement en ce qu'il influe sur la productivité du sol.

### Chez les classiques
Les économistes de l'école classique retenaient deux facteurs de production, formalisés par Adam Smith : le capital et le travail. Smith, toutefois, fonde toute sa pensée sur le travail comme étant l'unique facteur de production, et le capital comme n'étant qu'un dérivé du travail. Le travail est d'autant plus facilement appareillé à une production qu'il est libre. Lorsque la richesse générée par le travail s'accumule, se forme alors le capital (voir Accumulation du capital).
Adam Smith résume ainsi que le travail est « facteur nécessaire de la production. Il s'exerce d'abord exclusivement sur les agents naturels, et en particulier sur la terre ; puis son produit arrive à excéder les fonds nécessaires à la subsistance, il s'accumule et se crée ainsi un nouvel auxiliaire pour la production. Cet auxiliaire n'est autre chose que du travail accumulé ; c'est ce qu'on a nommé le capital ».

### Chez Marx
Les facteurs de production sont définis par Karl Marx dans son ouvrage Le Capital : ils sont composés de la main-d’œuvre, des sujets du travail et des instruments de travail. Le terme équivaut donc aux moyens de production, auxquels on ajoute la main-d'œuvre. On désigne souvent les facteurs de production comme « les terres, la main-d’œuvre et le capital » dans les ouvrages économiques inspirés de l’École classique. Marx a parfois utilisé le terme de « forces productives » comme synonyme de « facteurs de production ». Dans Le Capital, il emploie le terme de « facteurs de production » dans la préface de Critique de l’économie politique.

### Chez Keynes
John Maynard Keynes soutient que le travail est le seul véritable facteur de production. Selon lui, « la technique, les ressources naturelles, l'équipement et la demande effective constitu[e]nt le milieu déterminé où ce facteur opère ».

### Chez les économistes contemporains
Aujourd'hui, les économistes ne retiennent que ces deux facteurs de production, capital et travail. Le facteur capital se décompose en plusieurs sous-éléments :
- le capital physique (immobilier, matériels de production, biens durables, etc.), qui s'accroît avec l'investissement et, sans investissement, décroît au fil du temps (selon un taux de dépréciation du capital) ;
- la force de travail des individus : leur énergie musculaire et leur endurance sous l'effort ;
- le capital humain, qui correspond aux connaissances accumulées par les humains et mobilisables pour travailler (apprentissage, formation d'ingénieur, expérience, etc.) ;
- le capital immatériel, concept développé par l'économie du savoir, qui correspond à la valeur accumulée par une entreprise sous forme d'organisation, de savoir-faire accumulé, ou d'image de marque. L'économie des pays développés dépend de plus en plus du capital immatériel ;
- le capital social et le capital culturel, qui sont évoqués depuis peu comme variables explicatives de l'amélioration de la productivité ne résultant pas des autres facteurs ;
- le facteur « terre et sous-sol » (de plus en plus aménagé par la main de l'homme) fait partie du capital :
  - soit comme une composante d'un facteur naturel plus large, les ressources naturelles incluant la biodiversité (la notion de capital naturel étant liée à celle de durabilité),
  - soit comme la composante foncière du capital (propriété foncière).

Pour simplifier, les quatre principaux facteurs de production apparaissent de nos jours être les suivants :
- le travail matériel ;
- le capital naturel (la terre en tant que monde matériel naturel) ;
- le capital physique ;
- le capital immatériel (savoir-faire, organisation, actifs incorporels s'ils sont comptabilisés, l'esprit entreprise, le travail immatériel, le savoir).

Les experts estiment que le capital immatériel représente entre 60 et 70 % de la valeur des entreprises. Certains mettent la connotation de ce quatrième facteur dans le concept de management
L'investissement permet d'augmenter le volume des facteurs de production. La formation peut être considérée comme une forme d'investissement, puisqu'elle augmente les capacités du travailleur.

## Optimisation des facteurs, productivité, développement
Dans une économie fondée sur la rareté relative (les ressources existent, mais en quantités limitée), la combinaison optimale de ces éléments pour chaque produit ou service offert sur le marché détermine ce qu'on appelle généralement l’intensité des facteurs. On parle ainsi, concernant la quantité de capital utilisée par unité produite, d’intensité capitalistique.
Dans une économie dynamique (c'est-à-dire en changement permanent), la croissance économique est assurée :
- soit par un accroissement des quantités de facteurs de production mobilisés (croissance extensive) ;
- soit par une amélioration de la combinaison productive de sorte que la même quantité de facteurs engendre davantage de produit (croissance intensive) ;
- soit par le progrès technique (dans le modèle de Solow), qui augmente la productivité globale des facteurs (travail et capital) ;
- soit par l'utilisation efficace des ressources naturelles ou leur existence en quantité élevée[10]. Si le produit intérieur brut (PIB) national du Brésil a été multiplié par quatre du milieu des années 1960 à celui des années 1980, le rôle du facteur naturel est essentiel. L'activité industrielle et l'extraction de minéraux occupent 25 % d'actifs et correspondent au tiers du PIB durant la même période. L'énergie à base de canne à sucre fait fonctionner plus de deux millions de moyens de transport et l'énergie fossile permet de subvenir aux neufs dixièmes des besoins énergétiques vers la fin du vingtième siècle. L'environnement subsaharien de la Côte d'Ivoire permet à ce pays, outre la satisfaction de ses besoins internes, d'exporter une grande quantité de matières premières vers le reste du monde[10].

On parle donc selon le cas de meilleure productivité du travail, ou de meilleure allocation des ressources ou des facteurs.
En considérant le PIB comme une fonction du capital et du travail, la croissance résulte de trois paramètres :
- la quantité de capital utilisée ;
- la quantité de travail utilisée ;
- et la productivité globale des facteurs.

Les nouvelles théories de la croissance et du développement économique s'efforcent de faire de la productivité un facteur endogène, que l'on explique par des variables telles que :
- l'effort de recherche et développement, et l'investissement dans le travail (effort de formation), lié à la notion de capital-savoir ;
- l'effort d'investissement collectif en infrastructures, matérielles (routières, de télécommunication) ou non (infrastructures institutionnelles, comme : système juridique, réglementaire, monétaire, éducatif, etc.).

## Débats et critiques
La critique de gauche de la conceptualisation des facteurs de production par la science économique pointe du doigt une confusion qui serait réalisée entre les facteurs (les agents) et les moyens (les objets) de production. En levant cette confusion, l'approche agent-objet fait apparaître que seul le travail humain est un facteur (c'est-à-dire un agent) de production car le capital non-financier n'est qu'un moyen de production, et doit par conséquent être classé dans la catégorie des biens & services. Aussi, dans une telle perspective, le capital financier n'est ni facteur ni moyen de production, il n'est que la contrepartie comptable ou juridique des biens & services de consommation/production.